# Büro für Beteiligungskultur und Stadtentwicklung

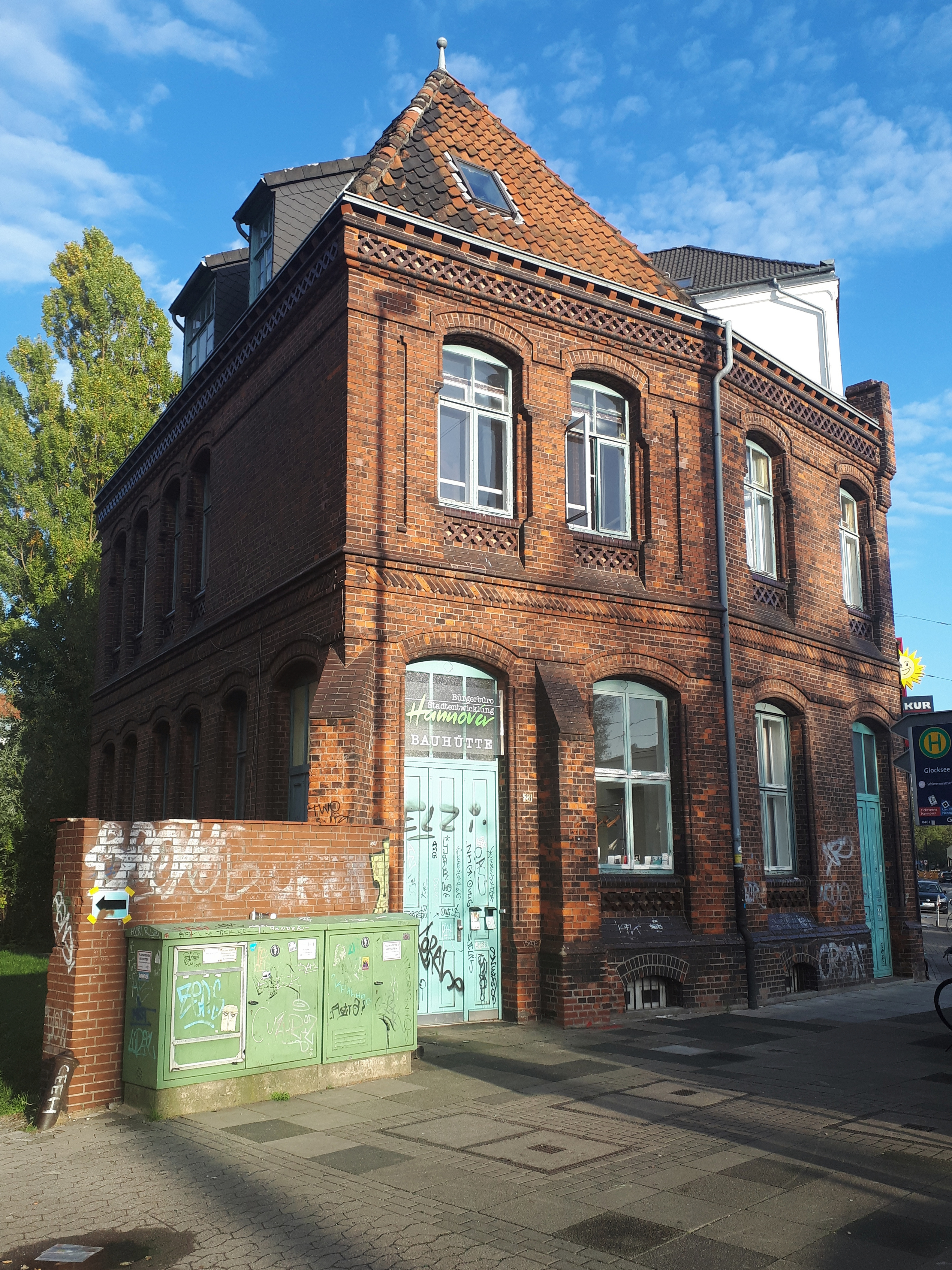
Das Bürgerbüro Stadtentwicklung in der Braunstraße 28

Das Büro für Beteiligungskultur und Stadtentwicklung (bbs), zuvor Bürgerbüro Stadtentwicklung Hannover e. V., ist ein gemeinnütziger Verein zur Förderung von Bürgerbeteiligung und nachhaltiger Stadtentwicklung in Hannover. Die Organisation hat ihren Sitz in der Braunstraße 28 in der Calenberger Neustadt. Er wird von der Stadt Hannover institutionell gefördert.

## Geschichte
Hannover hat eine seit den 1970er Jahren gewachsene Kultur der Bürgerbeteiligung, bei der Stadtplanung und Stadtentwicklung öffentlich diskutiert und durch Anwaltsplanung die Bürger unterstützt werden. Nach dem knappen Bürgervotum für die Expo 2000 in Hannover beschloss der Rat der Stadt im Februar 1995 „das Zusammenführen aller relevanten Akteure in gemeinsame Beratung und die umfassende Information und Beteiligung der Bürgerinnen und Bürger“ durch eine unabhängige Anlaufstelle, die „Zugang zu allen Planungen der der Stadtverwaltung erhält und den Vorschlägen der Bürgerinnen und Bürger Gehör verschafft“. Noch im selben Jahr wurde der Verein Bürgerbüro Stadtentwicklung Hannover e.V. gegründet und nahm seine Arbeit auf. Gründungsmitglieder waren Sid Auffarth, Petra Metsch und Klaus Selle.
Das Bürgerbüro sollte einen öffentlichen Stadt-Dialog fördern, Einzelpersonen, Initiativen und Verbände beraten und sich eigenständig mit Projekten und Problemen der Stadtentwicklung auseinandersetzen. Ein Beirat aus Planung und Verwaltung, Politik und Wissenschaft begleitet die Arbeit des Büros beratend. Das Bürgerbüro Stadtentwicklung ist eine von der Stadt finanzierte, aber organisatorisch selbständige Einrichtung.
Neben der kritischen Begleitung der Expo verfolgte das Bürgerbüro stetig Fragen der Stadtentwicklung und der Bürgerbeteiligung. An der Schnittstelle zwischen Verwaltung, Politik und Öffentlichkeit wurde das Bürgerbüro zum Impulsgeber der Förderung einer Bürgerorientierten Kommune und des Bürgerschaftlichen Engagements.
Die Stadt finanzierte das Bürgerbüro zunächst als zeitlich befristetes Experiment, doch zeigte sich ein hoher Bedarf und rege Konsultationen. Durch seine Arbeit hat sich das Bürgerbüro als intermediäre Instanz im Dialog zur Stadtentwicklung und in der Förderung der Beteiligungskultur fest etabliert.
Ein wichtiger Aktivitätsbereich des Bürgerbüros ist die Verbesserung der Wohn- und Lebensqualität in den Stadtteilen, um die Stadt Hannover für junge Menschen und Familien attraktiv zu halten und der Abwanderung in das Umland gegenzusteuern. So liegt ein Fokus beim Thema Baugemeinschaften und nachbarschaftliches Wohnen. Die Unterstützung neuer urbaner Wohnformen über genossenschaftliche Modelle hinaus wird durch Beratungen, regelmäßige Veranstaltungen, Projektpräsentationen und Veröffentlichungen geleistet. Auch bei der Revitalisierung von Brachflächen und der Umgestaltung und Aufwertung öffentlicher Räume unterstützt und begleitet das Bürgerbüro bei der Ideenfindung, Planung und Umsetzung.
Ab dem Jahr 2010 wurde die städtische Förderung im Rahmen eines Sparkurses beträchtlich reduziert. Nach einem Generationenwechsel im Verein wird die Einrichtung seit 2016 wieder voll gefördert.
Mit seiner teilinstitutionalisierten Struktur sorgt das Bürgerbüro für eine Etablierung der Bürgerbeteiligung in Hannover und „gilt mit regelmäßig gut organisierten und wertvollen Impulsen und Aktionen“ „als zentraler Akteur“ einer nachhaltigen Stadtentwicklung.

## Aktivitäten
- Information: Bei Diskussionsveranstaltungen, StadtRadTouren und Exkursionen, in Publikationen, im Netz informiert das Bürgerbüro über aktuelle Themenbereiche der Stadtentwicklung und Möglichkeiten der Partizipation. Es organisiert und moderiert Diskurse zur Stadtentwicklung und agiert als neutraler Akteur zur Sicherung von Qualität in Stadtentwicklungsdiskursen.

- Beratung: Das Bürgerbüro berät Bürger, Initiativen und Verbände, die sich mit Fragen der Stadtentwicklung beschäftigen, und unterstützt sie bei der Konzeptentwicklung. Im Dialog mit Politik und Verwaltung werden Standards für Beteiligung definiert, um Prozessqualitäten zu sichern und die Kultur der Partizipation weiterzuentwickeln.

- Qualifizierung: Akteure der Stadtgesellschaft werden in der Fortbildungsreihe „Werkstatt Bürgerbeteiligung“ qualifiziert. Fachleute und Bürger können sich auf hohem Niveau weiterbilden und miteinander ins Gespräch kommen. Themen sind u. a. Bürgerbeteiligung in Bezirksräten, Effizient arbeiten in Gruppen, Wie funktioniert die Stadt, E-Partizipation uvm.

- Vernetzung: Der Verein versteht sich als Berater und Multiplikator, um das Know-how über angemessene und wirksame Partizipationsprozesse zu verbreiten. Er ist ein Ort für die Begegnung von aktiven Professionellen und Laien, an dem vernetzt und Kontakte vermittelt werden.[10]

## Projekte

### ZUKUNFTinnenSTADT
Das Projekt ZUKUNFTinnenSTADT stellt die Frage, wie die City ein attraktiver Lebens- und Wirtschaftsraum für alle Menschen in Hannoveraner bleiben oder werden kann. Dazu beleuchtet das Bürgerbüro Stadtentwicklung gemeinsam mit der Volkshochschule Hanover in Veranstaltungen unterschiedliche Facetten der Innenstadt, startet mit der Initiative „Politik zum Anfassen e.V.“ eine Beteiligungs-App und besucht mit Aktionen Hannovers Stadtteile.

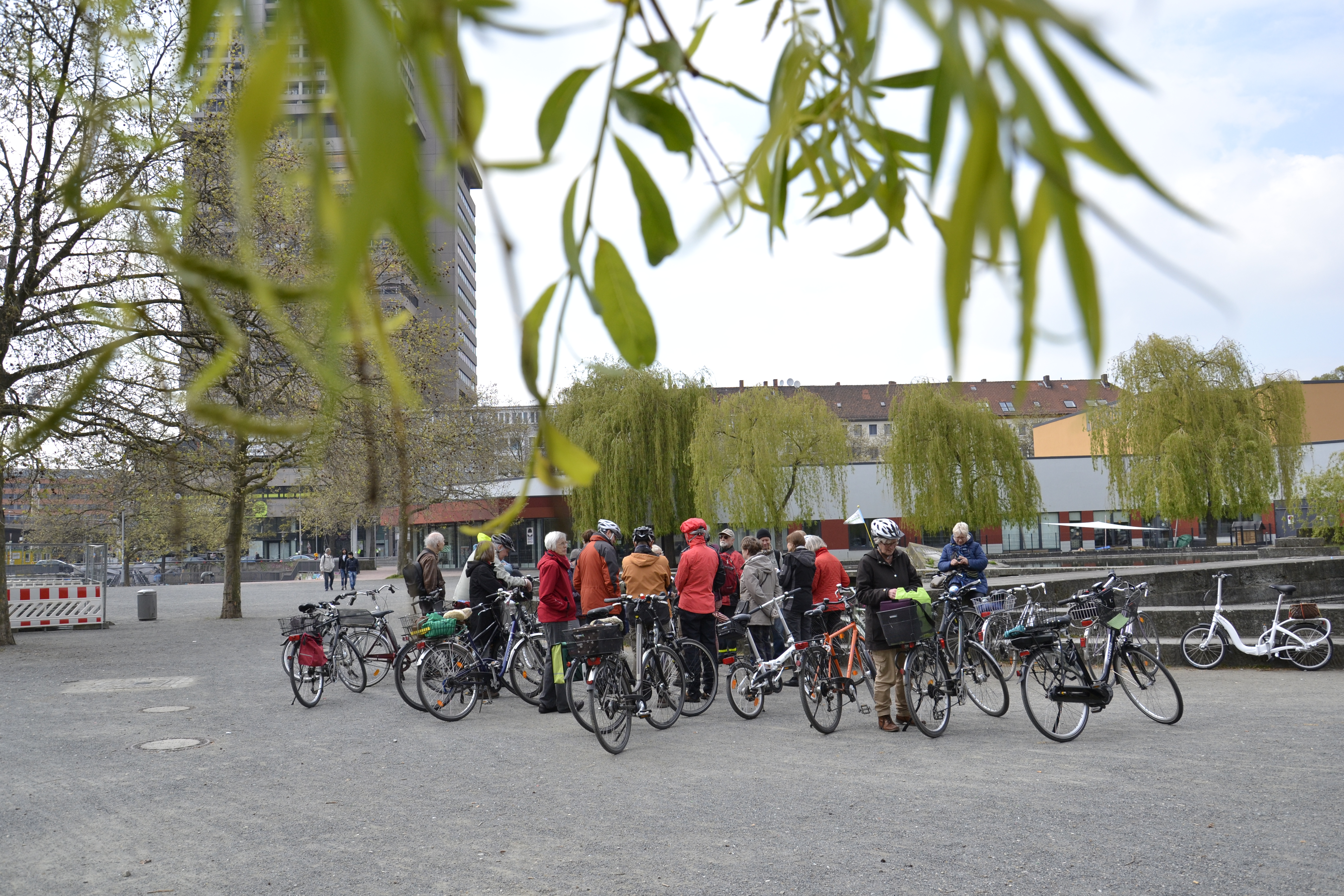
Stadtradtour des Bürgerbüro Stadtentwicklung, Zwischenstopp am Andreas-Hermes-Platz

### StadtRadTouren
Bei Fahrradtouren in und um Hannover werden historische wie auch aktuelle ökologische und soziale Aspekte der Stadtentwicklung thematisiert. Die Themen knüpfen an die Tradition der „historisch-ökologischen Radtouren“ an, die seit 1990/91 von Sid Auffarth und Matthias Muncke durchgeführt wurden. Die vielfältigen Informationen und Diskussionen vor Ort sollen zu einer aktiven Auseinandersetzung mit der eigenen Stadt anregen und das Interesse für Beteiligung an aktuellen Planungen wecken. Die Radtouren fanden in den Sommermonaten unter der Leitung von Bauhistoriker Sid Auffarth statt. Da Sid Auffarth die StadtRadTouren eingestellt hat, ließ das Bürgerbüro Stadtentwicklung Hannover seine letzten Touren aufzeichnen und veröffentlichte sie als Audioguide unter dem Namen Audio.Stadtradtouren. Insgesamt wurden mehr als 110 Stationen online zur Verfügung gestellt.

### HannoverMachen
HannoverMachen war eine Crowdfunding-Plattform für gemeinwohlorientierte Bürgerprojekte in Hannover. Unterstützt wurden Projekte, die die Wohn- und Lebenswelt verbessern und einen gemeinsamen Nutzen stiften. Auf der Plattform hannovermachen.de konnten Projekte präsentiert werden und um Unterstützung werben. Unterstützt werden konnte mit Geld und mit anderen Ressourcen wie Kompetenzen, Beratung, Material, Räumen oder dem eigenen Netzwerk in Hannover. Das Projekt sollte das Gemeinwesen stärken  und dazu beitragen, Lösungen für urbane Aufgabenstellungen durch bürgerschaftliches Engagement zu erschließen.

### Werkstatt Bürgerbeteiligung
Werkstatt Bürgerbeteiligung ist eine Veranstaltungsreihe des Vereins, um Methoden der Beteiligung und Praxisbeispiele vorzustellen sowie Raum für Austausch und Diskussionen zu geben. Mit Teilnehmern aus Bürgerschaft, Politik und Verwaltung ist eine besondere Qualität der Diskussion, des Austausches und der Vernetzung möglich.

### Stadtentwicklung von unten
Stadtentwicklung von unten ist eine Veranstaltungsreihe des bbs, in der die Rolle der Bürger in der Stadtentwicklung beleuchtet, deren Engagement gefördert und gestärkt sowie die Rahmenbedingungen für bürgerschaftliche Initiativen in der Stadtentwicklung verbessert werden. Dabei werden Vorhaben präsentiert, die nicht durch Verwaltungshandeln oder Ratsbeschlüsse, sondern durch bürgerschaftliches Engagement möglich wurden. Entstanden ist die Reihe im Jahr 2015, im Rahmen des evaluatorischen Begleitprozess für den Stadtentwicklungsdialog „Mein Hannover 2030“.

### Wohnprojekte
In den Anfangsjahren lag der Schwerpunkt des bbs in der Auseinandersetzung mit dem Thema Wohnen. Vor dem Hintergrund angespannter Wohnungsmärkte ging es in der öffentlichen Debatte der 1990er Jahre vorrangig um die Zahl der Wohnungen, die neu erstellt wurden bzw. erstellt werden sollten. In einer Vielzahl von Diskussions- und Informationsveranstaltungen, Exkursionen, Werkstätten und Veröffentlichungen setzte das bbs bei der Bearbeitung des Themas Wohnen Akzente und befasste sich intensiv und außenwirksam mit der Sicherung preiswerten Wohnraums unter sozialen, ökologischen und Beteiligungsaspekten.
In Zusammenarbeit mit dem Bürgerbüro Stadtentwicklung Hannover wurden verschiedene Wohnprojekte in Hannover verwirklicht, darunter
- im Stadtteil Linden-Mitte:
  - Baugemeinschaft Küchengartenstraße: Unter dem Motto Gemeinschaftlich Wohnen „Mitten in Linden“ entstand auf Initiative der Architekten Herwig Krause und Uwe Bade ein 5 ½ - geschossiges Wohnhaus mit 18 Eigentumswohnungen
  - Genossenschaftsprojekt W12: Am Rande des Gilde-Carrés hatten sich 15 Parteien vorab die Ostland Wohnungsgenossenschaft eG als Bauträger gesucht für den dann entstandenen Neubau eines viergeschossigen Mietwohnhauses, in dem die Mieter zukünftig drohender sozialen Isolation im Alter entgegenwirken wollten.
- in Limmer:
  - Wohnprojekt T5, Tegtmeyerstraße 7 a–d: Unter dem Motto Mehrgenerationen unter einem Dach wurde ein Altbau von 1901 innerhalb eines Jahres unter Eigenbeteiligung der neuen Eigentümer im Niedrigenergiehausstandard saniert. Entstanden sind so 4 Wohneinheiten nebst neu angelegtem Garten für 6 Erwachsene und 5 Kinder

- in der Oststadt:
  - Im Baugemeinschaftsprojekt Sedanstraße schufen acht Familien mit dem Architekten Helmut Rentrop auf einer über Jahre lediglich als Parkplatz genutzten Baulücke zwei Mehrfamilienhäuser, die 2006 für den niedersächsischen Staatspreis für Architektur nominiert wurden.[17]

## Publikationen
Das Bürgerbüro Stadtentwicklung veröffentlichte zahlreiche Broschüren und Bücher, die in der Fachliteratur vielfach rezipiert wurden.
- Detlev Gündel, Klaus Selle: Ein Verkehrsforum für Hannover? Dokumentation des Werkstattgesprächs am 18.6.1996 im Conti-Hochhaus, Konferenzband, Bürgerbüro Stadtentwicklung, Hannover 1996
- Klaus Selle: Stadtentwicklung als gemeinsame Aufgabe. 4x2 Beiträge zur kooperativen Gestaltung von Planungsprozessen. Dokumentation einer gemeinsamen Veranstaltung vom Bürgerbüro Stadtentwicklung Hannover und Institut für Freiraumentwicklung und Planbezogene Soziologie (Universität Hannover) im Sommer 1996. Zsgest. von Klaus Selle unter Mitw. von Simone Eberhardt, Hannover 1996
- Sid Auffarth, Petra Metsch, Klaus Selle: Mit der Expo in die falsche Richtung. Weltausstellung und Stadtentwicklung. Versuch einer Zwischenbilanz, Bürgerbüro Stadtentwicklung, Hannover 1997
- Sid Auffarth, Petra Metsch, Klaus Selle: Bürgernah arbeiten. Ein Erfahrungsaustausch zwischen "drinnen" und "draußen". Ergebnisse des Werkstattgesprächs vom 08. September 1997, Konferenzband, Bürgerbüro Stadtentwicklung, Hannover 1997
- Silke Timm et al. (Hrsg.): "Friede den Hütten ..."  Wohnen: Wünsche, Wirklichkeiten in Hannover. Dokumentation einer Veranstaltungsreihe des Bürgerbüros Stadtentwicklung Hannover und der Bauhütte Hannover. Teil 1: Diskussionen, Debatten, Dialoge. Teil 2: Dokumentation von Veranstaltungen im Rahmen des Arbeitsschwerpunktes Wohnen, Bürgerbüro Stadtentwicklung, Hannover 1997
- Klaus Selle (Hrsg.): Brachen als Chance: Konzepte und Projekte zur doppelten Innenentwicklung. Eine Textzusammenstellung für den Gebrauch in Hannover. 2. erweiterte Auflage, Bürgerbüro Stadtentwicklung Hannover, Hannover 1998
- Dieter von Kietzell: „Nachbarschaft, - gibt's die überhaupt noch?“, Hrsg.: Institut für Praxisbezogene Forschung der Evangelischen Fachhochschule Hannover, Bürgerbüro Stadtentwicklung Hannover, unter Mitarbeit der studentischen Forschungsgruppe Hendrik Alberts ..., Evangelische Fachhochschule, Hannover 1999, ISBN 978-3-932011-14-6
- Dieter von Kietzell: Internationale Mietergruppe Linden-Nord e.V. Ein Bericht, hrsg. vom Institut für Praxisbezogene Forschung der Evangelischen Fachhochschule Hannover und dem Bürgerbüro Stadtentwicklung Hannover, unter Mitarbeit der studentischen Forschungsgruppe Kader Bayer ..., Evangelische Fachhochschule, Hannover 1999, ISBN 978-3-932011-11-5
- Simone Eberhardt: Schritte zur kinderfreundlichen Stadt ... es geht weiter! Das Fachforum "Kinderfreundliche Stadt Hannover", die Anliegenrunde, die Arbeit der Organisationsgruppe, Bürgerbüro Stadtentwicklung Hannover, Hannover 1998
- Tanja Gohrbandt, Simone Eberhardt: Schritte zur Kinderfreundlichen Stadt Hannover: Beteiligung von Kindern und Jugendlichen. Beispiele aus Hannover und Materialien zum Thema. Ein Sammelordner - ... zum Fortführen, Bürgerbüro Stadtentwicklung Hannover, Hannover 1998
- Sandra Illy, Klaus Selle: Seit 26 Jahren ... Entwicklung der Anwaltsplanung und anderer Beteiligungsformen in Hannover ; Bausteine zur Beteiligungskultur ; Entwurffassung zur Fortschreibung, Bürgerbüro Stadtentwicklung Hannover, Hannover 1998
- Adelheid Müller: Brachen, FreiRäume für die Stadtentwicklung: Untersuchung des planerischen Umgangs mit Stadtbrachen am Beispiel Hannovers, zugleich Diplomarbeit 1999 an der Universität Hannover, Bürgerbüro Stadtentwicklung Hannover, Hannover 1999
- Klaus Selle, Ansgar Wimmer: Nachhaltige Kommunikation + Bürgerorientierung : Stärken, Schwächen, Erfolgsfaktoren, Bürgerbüro Stadtentwicklung Hannover, Hannover 1999
- Sid Auffarth: Nach drei Jahren – Bürgerbüro Stadtentwicklung Hannover. Rückblick, Ausblick, Überblick, Bürgerbüro Stadtentwicklung, Hannover 1999
- StadtRadTouren Stadtentwicklung "erfahrbar" machen: eine anregende Dokumentation. Ausgewählte Radtouren zum Selbstentdecken und Weitersagen, zsgest. von Adelheid Müller und Anke Schurtzmann in Kooperation mit Sid Auffahrt, Bürgerbüro Stadtentwicklung, Hannover 1999
- Sid Auffarth: Stadtentwicklung im Dialog. Stellungnahmen aus der Arbeit des Bürgerbüros zum Handlungsprogramm 2001–2005 der Landeshauptstadt Hannover, Bürgerbüro Stadtentwicklung Hannover, Hannover 2000
- Öffentlichen Raum gestalten – Wer? Mit wem? Was? Wie? Dokumentation einer Veranstaltung am 19. und 20. Mai 2000, Tagungsband, Bürgerbüro Stadtentwicklung Hannover, Hannover 2000
- Heidi Müller, Klaus Selle (Hrsg.): Positionen, Konzepte, Analysen: ein Reader zur Diskussion um die Expo 1990–2000. Materialien,  Hrsg.: Universität Hannover, Institut für Freiraumentwicklung und Planungsbezogene Soziologie, Bürgerbüro Stadtentwicklung Hannover, Hannover 2000
  - Teil 1: Positionen, Konzepte, Analysen : ein Reader zur Diskussion um die Expo 1990–2000
  - Teil 2: Prozesse, Wirkungen, Perspektiven. Fakten, Interviews, Einschätzungen zur Expo 2000
  - Teil 3: Wirkungen, Erfahrungen, Perspektiven, Positionen und Einschätzungen von Zeitzeugen zu den Wirkungen der Expo 2000
- Werkstatt für Bürgerbeteiligung. Fünf Jahre Bürgerbüro Stadtentwicklung Hannover. Rückblick, Erfahrungen, Ausblick, Bürgerbüro Stadtentwicklung, Hannover 2001
- Heidi Müller, Klaus Selle (Hrsg.), Astrid Bräuer et al. (Mitarb.): EXPOst. Großprojekte und Festivalisierung als Mittel der Stadt- und Regionalentwicklung: Lernen von Hannover im Rahmen des Projektes EXPO.doc, einer Kooperation von Bürgerbüro Stadtentwicklung Hannover, Institut für Freiraumentwicklung und Planungsbezogene Soziologie an der Universität Hannover, Stadtarchiv Hannover und dem Lehrstuhl für Planungstheorie und Stadtplanung an der RWTH Aachen (= Arbeitsgruppe Bestandsverbesserung: AGB-Bericht, No. 48), Dortmunder Vertrieb für Bau- und Planungsliteratur; Hannover, Aachen, Dortmund 2002, ISBN 978-3-929797-71-8
- Heidi Müller, Gisela Schmitt, Klaus Selle (Hrsg.): Stadtentwicklung rückwärts! – Brachen als Chance? Aufgaben, Strategien, Projekte. Eine Textsammlung für Praxis und Studium (= Arbeitsgruppe Bestandsverbesserung: AGB-Bericht, Nr. 52), hrsg. im Auftrag des Bürgerbüros Stadtentwicklung Hannover und des Lehrstuhls für Planungstheorie und Stadtplanung der RWTH Aachen, Dortmunder Vertrieb für Bau- und Planungsliteratur, Aachen, Dortmund, Hannover 2003, ISBN 978-3-929797-80-0; Inhaltsangabe
- Adelheid Drehlmann: Chancen für Neues Wohnen: Positionen, Projekte und Perspektiven für Hannover, Bürgerbüro Stadtentwicklung Hannover, Hannover 2004
- Sid Auffarth: Modellvorhaben Integrative Stadtteilarbeit. Eine Studie über die Wirksamkeit von Bürgeraktivierung, Bürgerbüro Stadtentwicklung, Hannover 2008
- Sid Auffarth: Beteiligung in der Stadtentwicklung – Bürger als »Experten des Alltags« beteiligen, Gastbeitrag im Newsletter Wegweiser Bürgergesellschaft der Stiftung Mitarbeit, Ausgabe 12/2008 vom 20. Juni 2008; PDF-Dokument
- Sid Auffarth (Red.): Ein neuer Leitfaden für gemeinschaftliche Wohnprojekte, Bürgerbüro Stadtentwicklung Hannover, Hannover 2008
- Sid Auffarth, Petra Spona: Hannover. Die Erfindung des gemeinschaftlichen Wohnens von 1885 bis heute. Historische Wohnprojekte in Hannover, Bürgerbüro Stadtentwicklung Hannover, Hannover 2009, ISBN 978-3-356-01470-9
- Lena Leineweber et al. (Red.): Materialsammlung zur Beteiligung von Migrantinnen und Migranten basierend auf der Werkstatt Bürgerbeteiligung vom 08. April 2008, Bürgerbüro Stadtentwicklung, Hannover 2009